# Masakra Fettermana
Masakra Fettermana – starcie wojska amerykańskiego z Indianami 21 grudnia 1866 podczas wojny Czerwonej Chmury.
Wiosną 1865 r. wojsko zaczęło pojawiać się na ziemiach wolnych Indian prerii. Żołnierze patrolowali drogi i linie telegraficzne, zapuszczali się wzdłuż Szlaku Oregońsko – Kalifornijskiego, zwanego Szlakiem Bozemana, w głąb krainy rzeki Powder. Wywołało to niepokój Indian z plemion: Szejenów, Dakotow (Siuksów) i Arapaho, którzy zdecydowani byli do upadłego bronić jednego ze swych nielicznych już terytoriów. Rozpoczęła się wojna, zwana Wojną Czerwonej Chmury, która przyniosła sukces Indianom. W jej czasie doszło do wielu potyczek i bitew. Najbardziej spektakularnym sukcesem plemion indiańskich było wciągnięcie w zasadzkę i wybicie do nogi oddziału z Fort Phil Kearny, które przeszło do historii jako Masakra Fettermana.
Przebieg bitwy może być tylko domniemywany, ponieważ zginęli wszyscy żołnierze, a świadectwa od jeszcze żyjących Indian zostały spisane dopiero na przełomie XIX i XX w. (a ponadto osoby je spisujące czyniły to niezbyt dokładnie); z kolei pole bitwy (i miejsca znalezienia ciał żołnierzy) nie zostało opisane dokładnie, ponieważ żołnierze z fortu z obawy przed nowym atakiem Indian szybko zebrali zabitych i wycofali się.
Fort Phil Kearny został założony w połowie 1866 r. przez płk. Henry'ego B. Carringtona. W forcie kwaterowało około 400 żołnierzy oraz prawie 300 cywilów (drwale, przewodnicy etc. wraz z rodzinami). Pod koniec lata 1866 r. główny wódz Dakotów (Lakotów) Oglala, Czerwona Chmura dysponował około trzema tysiącami wojowników z plemion Dakotów, Szejenów i Arapaho. Część z nich posiadała broń palną, lecz większość uzbrojona była we włócznie i łuki. Indianie szykowali się do ataku na Fort Kearny. Starali się wywabiać z fortu i atakować mniejsze oddziały wojska. Ataki te spowodowały pewne straty wśród ludzi i koni, jak również utrudniły bieżące zaopatrywanie fortu (np. po drewno opałowe drwale wyprawiali się nie dalej niż kilka kilometrów, byli eskortowani przez około 100 żołnierzy, a drugie tyle żołnierzy dyżurowało w forcie w gotowości do pójścia z odsieczą). Młodsi oficerowie (w tym kapitan Fetterman) krytykowali płk. Carringtona za zbyt ostrożną taktykę, ale z kolei dowódca uważał, że oficerowie ci nie walczyli z Indianami, więc nie wiedzą jaka jest właściwa taktyka.
21 grudnia 1866 r. wodzowie zadecydowali o zorganizowaniu wielkiej zasadzki i stoczeniu bitwy. Jej miejscem była mała dolina Peno Creek. Prawie dwa tysiące wojowników czekało w zasadzce. Dziesięciu innych, którymi dowodził Szalony Koń, Hump i Mały Wilk miało za zadanie wprowadzić wojsko do pułapki. Pozostali wojownicy przypuścili tymczasem atak na wozy wiozące drewno znajdujące się na wschód od fortu. W gotowości do pójścia z odsieczą dyżurował oddział 79 żołnierzy i dwóch cywilnych pracowników pod dowództwem kpt. Fettermana (grupą kawalerzystów w składzie oddziału dowodził por. Grummond cieszący się „sławą” odważnego, ale niezbyt zdyscyplinowanego oficera — kilkakrotnie stawał przed sądem wojennym). Na odgłos wystrzałów i rozkaz płk. Carringtona wojsko wyszło z fortu i pogalopowało na odsiecz drwalom — zgodnie z zeznaniami świadków płk. Carrington nakazał pójście na północ, dotarcie do Szlaku Bozemana (zakazał jego przekraczania) i skręcenie na wschód, aby zaatakować od tyłu Indian atakujących drwali.
Żołnierze jednak po dotarciu do Szlaku Bozemana poszli dalej na północ do Doliny Peno. Nie jest znana przyczyna tej decyzji — albo rozkaz wydał Fetterman, albo (co jest uważane za prawdopodobniejsze) Grummond na czele kawalerzystów (27 żołnierzy i dwóch cywilów) pogalopował za 10 wojownikami na północ, a Fetterman usiłował z piechurami go dopędzić i zawrócić. Gdy oddział dotarł do doliny, do akcji przystąpili Indianie szarżując z obu stron na żołnierzy. Rozproszeni w szybkim marszu (a nawet biegu) piechurzy próbowali się skupić i bronić, ale konni Indianie byli szybsi, wjechali między nich i szybko wybili w walce wręcz (prawdopodobnie tutaj dzielnością odznaczył się trębacz Adolph Metzger, ponieważ jego ciało nie zostało okaleczone, ale przykryte skórą bizona). Kapitan Fetterman albo zginął w walce albo popełnił samobójstwo (świadectwa Indian są niejednoznaczne). Znajdujący się dalej kawalerzyści próbowali uciekać konno, ale zostali dogonieni i wybici. Jedynie dwaj cywile wiedzący doskonale, że Indianie na koniach są szybsi, zsiedli z koni, schowali się wraz z kilkoma żołnierzami wśród skał dostępnych jedynie pieszo i ostrzeliwali z szesnastostrzałowych karabinów Henry’ego (poprzedników sławnych Winchesterów; tę broń mieli tylko obaj cywile, żołnierze mieli karabiny jednostrzałowe) przez około 15-20 minut. Prawdopodobnie atakujący pieszo Indianie ponieśli tutaj największe straty, bo ciała obu cywilów były najbardziej okaleczone.
Bitwa nazwana została przez białych Masakrą Fettermana, przez Indian Bitwą Stu Zabitych. Klęska wywarła olbrzymie wrażenie w Waszyngtonie. Była to jedna z dwóch bitew w historii armii USA, gdy żaden żołnierz nie uszedł z życiem.
Straty Indian nie są znane. Początkowo szacowano je na 160-200 zabitych (nie było to poparte źródłami). Indiańscy uczestnicy bitwy wspominali o kilkudziesięciu zabitych. Współcześni historycy po przeanalizowaniu tych świadectw obliczyli, że Indian zginęło 13 lub 14. Obliczenia te wynikły z tego, że indiańscy uczestnicy zawsze wspominali o kilku zabitych ze swojego plamienia i kilkudziesięciu z pozostałych dwóch (a zatem zawyżali te straty chcąc pokazać, że wojownicy macierzystego plemienia są dużo lepsi, skoro w tej samej bitwie stracili 10× mniej ludzi).